# Sanchonuño
Sanchonuño er en by og kommune i det centrale Spanien i provinsen Segovia. Den har et indbyggertal på 1.027 (2024) indbyggere.